# Bundesliga (Austria) 2015-2016
Bundesliga 2015-2016 a fost cel de-al o sută patrulea sezon al Bundesligii, prima divizie a fotbalului masculin din Austria.

## Echipe
În Tipp 3 Bundesliga, cele 10 echipe joacă un „campionat dublu”, fiecare jucând patru meciuri cu fiecare echipă. Cea mai prost clasată retrogradează în Erste Liga, iar echipele de pe primel trei locuri urmează să joace în preliminariile cupelor europene.

### Stadioane
| Echipa                   | Locația          | Stadion                | Capacitate |
| ------------------------ | ---------------- | ---------------------- | ---------- |
| FC Admira Wacker Mödling | Maria Enzersdorf | BSFZ-Arena             | 12.000     |
| SC Rheindorf Altach      | Altach           | Stadionul Schnabelholz | 8.500      |
| FK Austria Viena         | Viena            | Generali Arena         | 13.400     |
| SV Grödig                | Grödig           | Untersberg-Arena       | 4.128      |
| SK Rapid Viena           | Viena            | Ernst-Happel-Stadion   | 53.865     |
| SV Ried                  | Ried im Innkreis | Keine Sorgen Arena     | 7.334      |
| Red Bull Salzburg        | Wals-Siezenheim  | Red Bull Arena         | 30.188     |
| SK Sturm Graz            | Graz             | UPC-Arena              | 15.323     |
| SV Mattersburg           | Mattersburg      | Pappelstadion          | 17.100     |
| Wolfsberger AC           | Wolfsberg        | Lavanttal-Arena        | 7.300      |

### Staff și echipamente
Notă: Steagul indică cetățenia antrenorului respectiv.
| Echipă         | Președinte        | Antrenor         | Echipament | Sponsor      |
| -------------- | ----------------- | ---------------- | ---------- | ------------ |
| Admira Wacker  | Philip Thonhauser | Ernst Baumeister | Nike       | Flyeralarm   |
| Austria Viena  | Wolfgang Katzian  | Thorsten Fink    | Nike       | Verbund      |
| Rapid Viena    | Michael Krammer   | Zoran Barišić    | Adidas     | Wien Energie |
| RB Salzburg    | Rudolf Theierl    | Peter Zeidler    | Nike       | Red Bull     |
| SCR Altach     | Johannes Engl     | Damir Canadi     | Jako       | Cashpoint    |
| Sturm Graz     | Christian Jauk    | Franco Foda      | Lotto      | Puntigamer   |
| SV Grödig      | Anton Haas        | Peter Schöttel   | Nike       | Interwetten  |
| SV Mattersburg | Martin Pucher     | Ivica Vastić     | Umbro      | Bauwelt Koch |
| SV Ried        | Johann Willminger | Helgi Kolviðsson | hummel     | Josko        |
| Wolfsberger AC | Dietmar Riegler   | Dietmar Kühbauer | Jako       | RZ Pellets   |

## Clasament
| Poz | Echipa            | MJ | V  | E  | Î  | GM | GP | G   | Pct | Promovare sau retrogradare                       |
| --- | ----------------- | -- | -- | -- | -- | -- | -- | --- | --- | ------------------------------------------------ |
| 1   | Red Bull Salzburg | 36 | 21 | 11 | 4  | 71 | 33 | +38 | 74  | Liga Campionilor 2016–17 Turul doi preliminar    |
| 2   | Rapid Viena       | 36 | 20 | 5  | 11 | 66 | 42 | +24 | 65  | Format:Fb runda2 2016-17 UEL QR2                 |
| 3   | Austria Viena     | 36 | 17 | 8  | 11 | 65 | 48 | +17 | 59  | UEFA Europa League 2016–17 Primul tur preliminar |
| 4   | Admira Wacker     | 36 | 13 | 11 | 12 | 45 | 51 | −6  | 50  |                                                  |
| 5   | Sturm Graz        | 36 | 12 | 12 | 12 | 40 | 40 | 0   | 48  |                                                  |
| 6   | Wolfsberger       | 36 | 11 | 10 | 15 | 33 | 36 | −3  | 43  |                                                  |
| 7   | Ried              | 36 | 11 | 9  | 16 | 36 | 52 | −16 | 42  |                                                  |
| 8   | SCR Altach        | 36 | 11 | 7  | 18 | 39 | 49 | −10 | 40  |                                                  |
| 9   | SV Mattersburg    | 36 | 10 | 9  | 17 | 40 | 70 | −30 | 39  |                                                  |
| 10  | Grödig            | 36 | 9  | 8  | 19 | 42 | 56 | −14 | 35  | Retrogradare în Erste Liga 2016-2017             |

## Statisticile sezonului

### Golgheter
La 19 mai 2018.
| Loc | Jucător           | Club                      | Goluri |
| --- | ----------------- | ------------------------- | ------ |
| 1   | Jonathan Soriano  | Red Bull Salzburg         | 21     |
| 2   | Alexander Gorgon  | Austria Viena             | 19     |
| 3   | Olarenwaju Kayode | Austria Viena             | 13     |
| 4   | Naby Keïta        | Red Bull Salzburg         | 12     |
| 5   | Takumi Minamino   | Red Bull Salzburg         | 10     |
| 5   | Johannes Aigner   | SCR Altach                | 10     |
| 5   | Lucas Venuto      | SV Grödig / Austria Viena | 10     |

### Pase decisive
| Loc | Jucător       | Club              | Pase |
| --- | ------------- | ----------------- | ---- |
| 1   | Florian Kainz | Rapid Viena       | 9    |
| 2   | Karim Onisiwo | SV Mattersburg    | 7    |
| 2   | Dieter Elsneg | SV Ried           | 7    |
| 4   | Naby Keïta    | Red Bull Salzburg | 6    |